# Al Hizam Al Akhdar
Al Hizam Al Akhdar was een gemeente (Shabiyah) in Libië.
Al Hizam Al Akhdar telde in 2006 108.860 inwoners.